# ابونصر هروی
ابونصر جعفر بن ابی اسحاق هروی، در سال ۵۰۰ هجری قمری قدم به طریق عرفان نهاد بعضی گفته‌اند پدرش محمد بن احمد بوده و اصالتاً از کرمان به هرات کوچ کرده‌است.
وی ابتدا در زمره فقها بود و در آن فن به مرتبه اعلی رسیده بود. ابونصر در ۱۲۰ سالگی بدرود حیات گفته و در خانچه آباد مدفون است.